# Eulophopalpia pauperalis
Eulophopalpia pauperalis är en fjärilsart som beskrevs av John Henry Leech 1889. Eulophopalpia pauperalis ingår i släktet Eulophopalpia och familjen mott. Inga underarter finns listade i Catalogue of Life.